# Duncan Scott (natation)
Pour les articles homonymes, voir Scott et Duncan Scott.
Duncan Scott, né le 6 mai 1997 à Glasgow, est un nageur britannique.
Il remporte la médaille d'or du relais 4 × 200 mètres nage libre aux Jeux olympiques de 2020 à Tokyo et aux Jeux olympiques de 2024 à Paris avec Stephen Milne, Daniel Wallace et James Guy.
Au championnat du monde de Gwanjiu en Corée, Duncan Scott se classe 3e du 200 mètres nage libre. Il refuse de rester sur le podium avec Sun Yang, vainqueur, de lui serrer la main et de figurer avec lui pour la séance photo. Sun Yang s'est énervé et a crié à cette occasion.

## Palmarès

### Jeux olympiques
- Jeux olympiques de 2016 à Rio de Janeiro ( Brésil) :
  -  Médaille d'argent du 4 × 200 m nage libre
  -  Médaille d'argent du relais 4 × 100 m quatre nages
- Jeux olympiques de 2020 à Tokyo ( Japon) :
  -  Médaille d'or du 4 × 200 m nage libre
  -  Médaille d'argent du 200 m quatre nages
  -  Médaille d'argent du 200 m nage libre
  -  Médaille d'argent du relais 4 × 100 m quatre nages
- Jeux olympiques de 2024 à Paris ( France) :
  -  Médaille d'or du 4 × 200 m nage libre
  -  Médaille d'argent du 200 m quatre nages

### Championnats du monde

#### Grand bassin
- Championnats du monde 2015 à Kazan ( Russie) :
  -  Médaille d'or du relais 4 × 200 m nage libre (participe uniquement aux séries)

- Championnats du monde 2017 à Budapest ( Hongrie) :
  -  Médaille d'or du relais 4 × 200 m nage libre
  -  Médaille d'argent du relais 4 × 100 m quatre nages

- Championnats du monde 2019 à Gwangju ( Corée du Sud) :
  -  Médaille d'or du relais 4 × 100 m quatre nages
  -  Médaille de bronze du 200 m nage libre

- Championnats du monde 2023 à Fukuoka ( Japon) :
  -  Médaille d'or du relais 4 × 200 m nage libre
  -  Médaille d'argent du 200 m quatre nages
  -  Médaille de bronze du relais 4 × 100 m nage libre mixte

- Championnats du monde 2024 à Doha ( Qatar) :
  -  Médaille de bronze du relais 4 × 100 m quatre nages mixte (participe uniquement aux séries)

- Championnats du monde 2025 à Singapour ( Singapour) :
  -  Médaille d'or du relais 4 × 200 m nage libre

### Championnats d'Europe

#### Grand bassin
- Championnats d'Europe 2016 à Londres ( Royaume-Uni) :
  -  Médaille d'or du relais 4 × 100 m quatre nages
  -  Médaille d'or du relais 4 × 100 m quatre nages mixte

- Championnats d'Europe 2018 à Glasgow ( Royaume-Uni) :
  -  Médaille d'or du 200 m nage libre
  -  Médaille d'or du relais 4 × 200 m nage libre
  -  Médaille d'or du relais 4 × 100 m quatre nages
  -  Médaille d'argent du 100 m nage libre

- Championnats d'Europe 2020 à Budapest ( Hongrie) :
  -  Médaille d'or du relais 4 × 100 m quatre nages
  -  Médaille d'or du relais 4 × 100 m nage libre mixte
  -  Médaille d'argent du 200 m nage libre
  -  Médaille d'argent du relais 4 × 100 m nage libre
  -  Médaille d'argent du relais 4 × 200 m nage libre

#### Petit bassin
- Championnats d'Europe 2017 à Copenhague ( Danemark) :
  -  Médaille de bronze du 100 m nage libre
  -  Médaille de bronze du 200 m nage libre
- Championnats d'Europe 2019 à Glasgow ( Royaume-Uni) :
  -  Médaille d'argent du 4 × 50 m nage libre mixte
  -  Médaille d'argent du 200 m nage libre
- Championnats d'Europe 2023 à Otopeni ( Roumanie) :
  -  Médaille d'or du 200 m quatre nages
  -  Médaille d'argent du 400 m quatre nages

### Jeux européens
- Jeux européens de 2015 à Bakou ( Azerbaïdjan) :
  -  Médaille d'or du 100 m nage libre
  -  Médaille d'or du 200 m nage libre
  -  Médaille d'or du relais 4 × 100 m nage libre
  -  Médaille d'argent du relais 4 × 200 m nage libre
  -  Médaille d'argent du relais 4 × 100 m quatre nages
  -  Médaille d'argent du relais 4 × 100 m nage libre mixte

### Jeux du Commonwealth
- Jeux du Commonwealth de 2014 à Glasgow ( Écosse) : 
  -  Médaille d'argent du relais 4 × 200 m nage libre

- Jeux du Commonwealth de 2018 à Gold Coast ( Australie) :  
  -  Médaille d'or du 100 m nage libre
  -  Médaille d'argent du 200 m quatre nages
  -  Médaille de bronze du 200 m nage libre
  -  Médaille de bronze du 200 m papillon
  -  Médaille de bronze du relais 4 × 100 m nage libre
  -  Médaille de bronze du relais 4 × 200 m nage libre

- Jeux du Commonwealth de 2022 à Birmingham ( Angleterre) :  
  -  Médaille d'or du 200 m nage libre
  -  Médaille d'or du 200 m quatre nages
  -  Médaille de bronze du 400 m quatre nages
  -  Médaille de bronze du 100 m nage libre
  -  Médaille de bronze du relais 4 × 200 m nage libre
  -  Médaille de bronze du relais 4 × 100 m quatre nages